# Marek Perepeczko
Marek Perepeczko (3. dubna 1942 - 17. listopadu 2005) byl polský filmový a divadelní herec. V Česku se proslavil rolí Charváta ve filmu Smrt stopařek.

## Kariéra
V letech 1960 a 1961 účinkoval v Studio Poetyckie Andrzeja Konica v Telewizja Polska. V roce 1965 absolvoval Státní divadelní akademii Alexandra Zelwerowicze ve Varšavě. V témže roce debutoval na divadelních prknech. V letech 1966 až 1969 působil na scéně Klasického divadla ve Varšavě. Od roku 1970 až do roku 1977 byl režisérem divadla Komedia.
V 80. letech emigroval do Austrálie. Od roku 1998 byl hercem a režisérem divadla Adama Mickiewicza v Čenstochové. Zde pracoval až do své smrti.
V Česku se nejvíce proslavil rolí Charváta ve filmu Smrt stopařek.
Byl ženatý s polskou herečkou Agnieszkou Perepeczkou. Pár nikdy neměl děti. Jeho celoživotní vášní byla kulturistika.
Poslední roky svého života přestal cvičit a začal jíst nezdravě. Zemřel nečekaně 17. listopadu 2005 ve svém bytě v Čenstochová na infarkt.

## Filmografie, výběr
- Březový háj (1970)
- Janosik (1974)
- Smrt stopařek (1979)
- Sára (1997)
- Pan Tadeáš (1999)